# Jens Christian Madsen
Jens Christian Madsen (født 1. februar 1970) er en dansk tidligere professionel fodboldspiller, som i sin karriere har vundet 5 Danmarksmesterskaber med 3 forskellige klubber, Brøndby IF, Aab og Herfølge Boldklub. Spillede alle sine ungdomsår i Køge Boldklub til han som 17-årig i 1987 bliver købt af Brøndby IF. Efter 6 Succesfulde år i Brøndby skifter Jens Madsen til AaB i sommeren 1994. Gennem karrieren blev det til 113 kampe og 26 mål for AaB. Jens Madsen har vundet det danske mesterskab med AaB i sæsonen 1994/95.  Jens Madsen spillede en central rolle i Herfølge Boldklub´s overraskende Danske mesterskab i 2000.
Efter fodboldkarrieren har Jens Christian Madsen arbejdet som skolelærer [kilde mangler].